# Uttar Durgapur
Uttar Durgapur é uma vila no distrito de South 24 Parganas, no estado indiano de Bengala Ocidental.

## Demografia
Segundo o censo de 2001, Uttar Durgapur tinha uma população de 5062 habitantes. Os indivíduos do sexo masculino constituem 52% da população e os do sexo feminino 48%. Uttar Durgapur tem uma taxa de literacia de 67%, superior à média nacional de 59,5%: a literacia no sexo masculino é de 74% e no sexo feminino é de 60%. Em Uttar Durgapur, 11% da população está abaixo dos 6 anos de idade.